# 물관부

물관부 (파란색)

물관부 또는 목부(xylem)는 관다발식물 내에서 물의 이동에 관여하는 물관 또는 헛물관, 물관부 유조직·물관부 섬유를 포함하는 부분이다. 이와 같이, 물관부는 몇 개의 구성 요소로 이루어진 부분이므로, 체관부와 함께 '복조직'이라고 한다. 즉, 몇 개의 조직이 합쳐져 만들어진 부분이다.
물관이나 헛물관의 세포에는 비교적 두터운 2차 세포벽이 만들어지는데, 후에 세포 속이 비게 되어 죽은 세포가 된다. 물관의 경우, 세포 사이의 벽이 없어지고 위·아래의 세포가 연락되므로 식물체 내에 긴 관을 만들게 되는 데 비해, 헛물관의 경우에는 하나하나의 세포가 방추형이며 세포 사이는 막공에 의해 서로 연락된다. 한편, 물관과 헛물관의 벽은 두터워지는 방법이 다르기 때문에, 각각 독특한 모양을 이루고 있다.
양치식물이나 겉씨식물에서는 대부분 헛물관이 존재하지만, 속씨식물의 대부분에서는 그보다 발달한 물관 체제가 존재한다. 물관을 가진 식물에서는 물관부 섬유를 볼 수 있으며, 헛물관과 섬유세포 사이에는 갖가지 중간형이 있으며, 그 모양을 엄밀히 구별할 수 없는 경우도 있다.

## 같이 보기
- 체관부
- 중심주
- 관다발